# Илич, Иван (пианист)
Иван Илич — американский пианист сербского происхождения. В настоящее время проживает в Париже.

## Биография
Родился 14 августа 1978 года в Пало-Альто, Калифорния. Окончил Университет Калифорнии в Беркли, где изучал математику и музыку. Недолго обучался в Музыкальной консерватории Сан-Франциско, после чего поступил в аспирантуру Парижской консерватории, где завоевал первый приз. Завершил образование в Нормальной школе музыки в Париже. Среди учителей Илича во Франции были Франсуа-Рене Дюшабль, Кристиан Ивальди и Жак Рувье.
Выступая как правило в качестве солиста, Илич известен своими интерпретациями французской классической музыки, в особенности работ Клода Дебюсси. Его запись 24 прелюдий Дебюсси вышла в октябре 2008 года на французской студии «Парати» и удостоилась награды «Выбор критиков» телеканала «Меццо ТВ» во Франции. Диск был также включен в первую пятерку дисков года критиком «Фанфэр Магазин» и французским веб-сайтом «Классик Ньюз». Илич изменил порядок исполнения прелюдий в своем альбоме, — это было противоречивое решение, которое он защитил в нескольких интервью.
Илич концентрируется на сольном репертуаре. Он записал исполнение работ Баха, Генделя, Гайдна, Бетховена, Шопена, Шумана, Листа, Брамса, Дебюсси, Равеля и Люсьена Дюросуара. В своих выступлениях он часто обращается к современной музыке. Джон Меткалф, Керил Макан и Дмитрий Тимочко (англ.) входят в число композиторов, которые написали для него свои работы. Следующий звукозаписывающий проект Илича — это альбом этюдов Шопена в транскрипции Леопольда Годовского.
Илич выступал в Карнеги-холл и Вейл-холл в Нью-Йорке, в Вигмор-халл, Гленн Гульд Студио и в Ирландском национальном концертном зале.
В 2010 году Илич выступил с актерским дебютом в короткометражном фильме Люка Плиссонно «Les Mains» («Руки») в главной роли (Изак). В 2011 году сыграл Гленна Гульда в короткометражном фильме, снявшись вместе со знаменитым актером Лу Кастелем.

## дискография
- Ivan Ilić, pianiste — oeuvres de Brahms, Beethoven et Chopin, Mairie de Paris
- Elegance and Refinement — Baroque Suites, French Sweets, Magnatune[8]
- Fugitive Visions — Piano Masterworks by Chopin and Liszt, Magnatune
- Romantic — Powerful Miniatures by Schumann and Brahms, Magnatune
- Vitality and Virtuosity — Sonatas by Haydn and Beethoven, Magnatune
- Transcendental — Transcriptions by Brahms and Godowsky, Magnatune
- Debussy — Préludes pour piano, Livres 1 et 2, Парати (Paraty)[9]
- Godowsky — Hommage à Chopin: 22 Etudes pour la main gauche, Парати